# Stylopoma projecta
Stylopoma projecta är en mossdjursart som beskrevs av Ferdinand Canu och Ray Smith Bassler 1923. Stylopoma projecta ingår i släktet Stylopoma och familjen Schizoporellidae.
Artens utbredningsområde är Mexikanska golfen. Inga underarter finns listade i Catalogue of Life.